# هلال سوداني
العربي هلال سوداني لاعب كرة قدم جزائري من مواليد 25 نوفمبر 1987 بمدينة الشلف. هو لاعب قلب هجوم محوري
يلعب حالياً لصالح نادي ماريبور الذي ينافس في دوري سلوفينيا لكرة القدم. سبق له تمثيل منتخب الجزائر لكرة القدم من 2011 إلى 2021.

## إنجازاته
الفوز بالرابطة الجزائرية المحترفة 2010/2011
الفوز بكأس البرتغال 2012/2013
الفوز بكأس السوبر الكرواتي 2013/2014

## إنجازاته الفردية
- هداف الدوري الجزائري موسم 2010-2011.
- أحسن لاعب بالدوري الجزائري موسم 2010-2011.
- هداف المنتخب الجزائري الرديف بكأس الأمم الإفريقية للمحليين سنة 2011.
- احسن لاعب في الدوري الكرواتي 2015/2014
- هداف تصفيات كأس افريقيا 7 أهداف 2016 مع المنتخب الجزائري

## إنجازاته مع الأندية
- بطل الدوري الجزائري موسم 2010-2011 مع أولمبي الشلف
- كاس البرتغال 2012/2013 مع فيتوريا
- كأس السوبر الكرواتي 2013/2014 مع دينامو زغرب
- تتويج بكأس كرواتيا 2015
- تتويج بلقب البطولة الكرواتية 2015

## إنجازاته مع المنتخب
المركز الرابع مع المنتخب الجزائري الرابع بكأس أفريقيا للمحليين